# Droga młodych
Droga młodych (jid. ‏מיר קומען אָן‎ Mir kumen on) – polski fabularyzowany film dokumentalny w języku jidysz z 1936 w reżyserii Aleksandra Forda, zrealizowany na podstawie scenariusza Wandy Wasilewskiej oraz Jakuba Pata.

## Fabuła
Film poświęcony jest losom grupy żydowskich dzieci z ubogich rodzin, która przyjeżdża do Sanatorium im. Włodzimierza Medema w Miedzeszynie pod Warszawą, podległego lewicowej partii Bund, a wyróżniającego się wzorowością w praktyce pedagogicznej i leczniczej. Dzieci przybyłe do sanatorium, choć początkowo mają trudności z dostosowaniem się do społeczności sanatoryjnej, stopniowo odzyskują szczęście, bawią się z rówieśnikami, a po trzech miesiącach pobytu czują się znów pełnoprawnymi członkami społeczeństwa.

## Produkcja
Celem Forda i jego współpracowników było zwrócenie uwagi na konieczność zebrania pieniędzy na leczenie żydowskich dzieci chorych na gruźlicę, w obliczu odmowy dofinansowania pracy sanatorium przez Ministerstwo Opieki Społecznej. Ścieżka dźwiękowa dzieła Forda cytowała przetłumaczony na jidysz wiersz Walta Whitmana Salut au Monde oraz przekład Międzynarodówki, do których muzykę skomponowali Henryk Kon i Jankiel Trowpiański.

## Odbiór
Film Forda został sfinansowany przez amerykańskie organizacje żydowskie, jednak jego premiera w Polsce została wstrzymana przez ówczesną cenzurę sanacyjną pod pretekstem zarzutu „propagandy komunistycznej” oraz „zakapturzonego bolszewizmu”. 23 kwietnia 1936 roku urząd cenzury w Centralnym Biurze Filmowym sugerował wręcz, że wyświetlanie Drogi młodych „mogłoby zagrażać żywotnym interesom Rzeczypospolitej”. Adolf Nowaczyński w pogardliwym stylu pisał, że film wprowadza mimochodem „protekcyjki strajkomanii polskiej”, choć filmu zapewne nie widział.
W następstwie tego wydarzenia film pokazywano na seansach prywatnych, gdzie spotkał się on z pozytywnymi opiniami takich krytyków literackich jak Karol Ford, Zbigniew Mitzner oraz Antoni Słonimski, którzy chwalili go za bardzo wysoki poziom artystyczny. Pierwszy, zamknięty, acz legalny pokaz Drogi młodych odbył się we Francji, gdzie film był dystrybuowany pod nazwą Nous arrivons (fr. Przyjeżdżamy). Projekcję poprzedziły wprowadzenie Jeana Painlevé oraz prelekcja Luisa Buñuela. Mimo że Drogę młodych za granicą przyjęto z uznaniem, również pozostałe kopie filmu rozpowszechniane poza Polską były częściowo ocenzurowane, zwłaszcza w Stanach Zjednoczonych.
Skrócona wersja filmu została opracowana w Wielkiej Brytanii w 1944 przez Stefana Osieckiego pod nazwą Dzieci powinny się śmiać (ang. Children Must Laugh). W sierpniu 2017 w warszawskim kinie Iluzjon miała miejsce premiera odrestaurowanej wersji filmu, „w atmosferze premiery osiemdziesiąt jeden lat spóźnionej, chociaż radosnej; międzynarodowego (polsko-niemiecko-francusko-amerykańskiego) wysiłku zakończonego wzruszającym sukcesem”.

## Znaczenie
Zdaniem Magdaleny Kozłowskiej:
Droga młodych przyczyniła się do rozpowszechnienia idei sanatorium za granicą. Było to cenne, zwłaszcza pod koniec lat trzydziestych, w obliczu bardzo ograniczonej pomocy ze strony Warszawy i polskich instytucji państwowych. Film ten był również próbą rekonfiguracji kultury jidysz – próbą ukazania innego rodzaju świata żydowskiego, nie tego tradycyjnego, ale zawierającego inne spojrzenie, świata, który patrzy w przyszłość. Podważył stereotypowe postrzeganie Żydów jako związanych wyłącznie z religią, handlem i życiem miejskim.
Jerzy Stanisław Majewski z „Gazety Wyborczej” wprawdzie stwierdził, iż „współczesnego widza obraz stworzony przez reżysera śmieszy nachalną dydaktyką”, lecz zarazem przyznał, iż Droga młodych „dla badaczy dziejów przedwojennej Warszawy jest wyjątkowym świadectwem przeszłości. Tym bardziej, że w filmie świat dawnej żydowskiej Warszawy żyje. Wchodzimy do wnętrz, śledzimy sanatoryjne losy dzieci, słuchamy ich występów w języku żydowskim i polskim”. Zdaniem Tomasza Rachwalda Droga młodych nie zawiera „bezpośrednich odwołań do ideologii socjalistycznej (o komunizmie nie wspominając), poza wspomnianymi pochwałami kolektywu i pieśniami o jednoczącym się proletariacie”. Jednakże, jak przekonuje Rachwald, poprawa bytu młodych proletariuszy różnych narodowości mogła zapowiadać nadchodzącą rewolucję mas.
Znaczenie Drogi młodych jako dokumentu podkreślają również losy sanatorium. W 1942 obiekt zamknęły niemieckie nazistowskie władze okupacyjne, a jego pensjonariusze i personel zostali zamordowani w obozie zagłady w Treblince. Już wersja filmu zmontowana przez Osieckiego kończyła się planszą informującą o tym, co spotkało dzieci i wychowawców sanatorium. Rachwald podsumowywał, że „ten niezwykle optymistyczny film ugina się pod naporem wstrząsu, jakim była ostateczna konsekwencja dzielenia ludzi wedle ich pochodzenia etnicznego”.